# Vendelín Budil
Vendelín Budil (19. října 1847 Praha – 26. března 1928 Plzeň) byl český herec, režisér, divadelní ředitel, pedagog a historik, autor memoárové a odborné literatury, publicista a překladatel.

## Život
Narodil se v Praze, v Malé Karlově ulici. Studoval německou nižší reálku u sv. Jakuba a vyšší českou reálku v Panské ulici, kterou ukončil roku 1865. Již jako student zkoušel své herecké umění v letech 1865–1866 s Antonínem Puldou na ochotnických jevištích v Sakrabonce, na Rohanském ostrově, ve Vršovicích a na Smíchově. V roce 1866 se pokoušel neúspěšně uplatnit u ředitele Pavla Švandy ze Semčic v Plzni; chodil pak na hodiny herectví k Františku Ferdinandu Šamberkovi. Angažmá získal až v roce 1867 u ředitele J. E. Kramuela; vydržel zde však jen jeden rok. V letech 1867 až 1869 hrál v Prozatímním divadle. Následně přešel do společnosti ředitele Švandy ze Semčic a hrál s ním v aréně v Pštrosce, ve Smíchovské aréně, v Novoměstském divadle a v Karlíně (U města Lipska). Působil zde až do roku 1880. Po dalším neúspěšném pokusu o angažmá v Prozatímním divadle hrál v letech 1881–1887 u společnosti ředitele Jana Pištěka na Královských Vinohradech.
V rozmezí 1888–1900 řídil (zároveň činný jako režisér a herec) vlastní velmi úspěšnou Divadelní společnost Vendelína Budila, zahajující 2. června 1888 v aréně v Plzni, v městských sadech na „Obcizně“, 1892–1893 byl ředitelem Národního divadla v Brně (angažován s celým souborem, doplněným brněnskými herci). V 90. letech 19. století byla jeho společnost nejlepším činoherním tělesem po Národním divadle v Praze, jako vůbec jediná z venkovských společností hostovala roku 1897 v pražském Národním divadle s dramatizací románu F. E. Hodgson–Burnettové Malý lord. V titulní roli vystoupila Budilova malá dcera Anna. Od září 1901 do března 1902 byl opět angažován u ředitele Pištěka. Od března 1902 do roku 1912 řídil nové Městské divadlo v Plzni. Jeho nejproslulejší rolí byl Král Lear od Shakespeara, kterou nastudoval opakovaně v letech 1878, 1885 a 1904. K dalším významným rolím patřil Richard III. (1902) a Rostandův Cyrano z Bergeracu (1902). Po pracovním úrazu byl roku 1912 penzionován. Nadále však hostoval jak v Plzni, tak v Praze, zpracovával archiv plzeňského divadla, publikoval své herecké vzpomínky a psal paměti. Od roku 1910 byl předsedou Svazu českých divadelních ředitelů, v roce 1918 členem slavnostního výboru pro jubilejní oslavy Národního divadla; při této příležitosti zde i 3× pohostinsky vystoupil v cyklu českých her.

### Rodinný život
Dne 16. srpna 1876 se v kostele Sv. Mikuláše ve Vršovicích oženil s Krescencií (Crescencií) Královou (1850–1930), dcerou plzeňského kapelníka. Ta vystupovala již od sedmnácti let jako operní a operetní zpěvačka, oceňovaná plzeňským tiskem. Umělecké dráhy se nevzdala ani po sňatku, v roce 1880 zaznamenal tisk pochvalně její pražské vystoupení v roli Azuceny ve Verdiho Trubadúrovi. Později se umělecké činnosti vzdala.
Jejich potomci, dcera Anna Steimarová, vnučka Jiřina Steimarová, pravnuk Jiří Kodet, pravnučka Evelyna Steimarová a prapravnučky Barbora Kodetová, Vendula Prager-Rytířová a Anna Polívková se stali také herci.

### Potomci
- - Rudolf Budil (1877–1954), prokurista a ředitel směnárny, ochotnický herec, m. Jiřina Baláková
    - Jan Budil (1907–1953), klavírista
    -  Vendulka Budilová, provdaná Prchalová (1911–?), bankovní úřednice

  - Kamil Budil (1878–1879)
  -  Anna Budilová (1889–1962), herečka, m. Jiří Steimar (1887–1968), herec
    - Jiřina Steimarová (1916–2007), herečka, 1. m. Jan Kodet (1910–1974), akademický sochař, 2. m. Jaroslav Juhan (1921–2011), automobilový závodník
      - Jiří Kodet (1937–2005), herec, 1. m. Renata Cihelková, 2. m. Soňa Murgašová
        - Karolína Kodetová, provdaná Maxmiliánová (* 1964)
        - Barbora Kodetová (* 1970), herečka, 2. m. Pavel Šporcl (* 1973), houslový virtuóz[14]
          - Lily Hozáková (* 2001)[15]
          - Violeta Šporclová (* 2007)[16]
          -  Sophia Šporclová (* 2009)[17]

        -  Jan Kodet (* 1975), hudebník

      - Evelýna Steimarová (* 1945), herečka, 1. m. Ladislav Frej (* 1941), herec, 2. m. Zdeněk Rytíř (1944–2013), textař, bývalý partner Boleslav Polívka (* 1949), herec
        - Vendula Rytířová (* 1972), tanečnice
        -  Anna Polívková (* 1979), herečka

      -  Julie Juhanová (1947–2019)

    -  Miloš Steimar (1922–1949), herec

## Posmrtné pocty
V rámci oslav nedožitých stých narozenin byl jmenován roku 1947 in memoriam čestným členem Národního divadla v Praze. 
Za svůj život nastudoval 1 275 rolí. Jeho podobizna v úloze krále Leara visí v Shakespearově domě ve Stratfordu jako pocta Anglie tomuto vynikajícímu českému herci.
Jsou po něm pojmenovány ulice v Praze a Plzni.

## Citát
| „                 | Sám nikdy nezapomenu na ‚Budilovu větu‘: ‚Herec musí používat svůj hlas tak, aby ho bylo slyšet a rozumět mu i na galerii, nesmí polykat poslední souhlásku…‘ Tím jsem se po celou svou divadelní cestu řídil. | “ |
| — Otomar Korbelář | |   |

## V kultuře
Kus Hlava plná slunce autorů Josefa Klímy a Vladimíra Opletala čerpá, vedle retrospektivy, z Budilova pozdního věku.